# Friend zone - Ao hai chat
Friend Zone - Ao hai chat (Friend Zone เอา•ให้•ชัด) è una serie televisiva thailandese creata da GMMTV. Va in onda su GMM One dall'11 novembre 2018, per poi concludersi il 3 febbraio 2019.
La serie viene inoltre pubblicata in latecast su Line TV e YouTube.

## Trama
La vita di Boyo cambia drasticamente quando il suo fidanzato la lascia. Rimane anche senza lavoro a causa del suo amico Stud, che porta sconosciuti in casa loro. Boyo e Boom decidono di cacciare Stud fuori di casa e cercare una nuova persona che possa vivere con loro. Amm e Ble raccomandano Good, un artista indipendente.
Good decide di vivere con loro e molte cose succedono tra lui e Boyo, ma decidono di rimanere solo amici. Nel frattempo, Boom, una donna bellissima, ha problemi con il suo fidanzato, Tor, che non vuole dire agli altri della loro relazione a causa della bellezza della ragazza, e la accusa di non essergli fedele.
Amm e Ble sono fidanzati da molto tempo e hanno comprato un appartamento dove vivere per il futuro. Tuttavia, Amm non è convinta che Ble sia pronto per il loro futuro. Per questo litigano e si separano. Amm ordina a Ble di lasciare l'appartamento, ma quest'ultimo non vuole. Alla fine, decidono di continuare a vivere insieme fino a quando uno dei due non si stancherà e se ne andrà.
Stud, che è stato cacciato da Boom e Boyo, va a vivere con il suo amico Earth, un impiegato con una vita perfetta. Earth vive con il suo fidanzato, un giovane dottore di nome Sam. Anche se Earth e Sam si amano, ci sono dei problemi che devono affrontare. Stud li ascolta sempre e dà loro consigli.

## Personaggi e interpreti

### Principali
- Boyo, interpretata da Nichaphat Chatchaipholrat "Pearwah".
Migliore amica di Boom, di cui è anche coinquilina. Dopo essere stata lasciata dal suo ragazzo, intraprenderà una relazione sessuale con Good.
- Good, interpretato da Thanat Lowkhunsombat "Lee".
Nuovo coinquilino di Boom e Boyo, intraprenderà una relazione sessuale con quest'ultima.
- Boom, interpretata da Tipnaree Weerawatnodom "Namtan".
Migliore amica di Boyo, di cui è anche coinquilina, e fidanzata di Tor. Lavora come promoter.
- Tor, interpretato da Nathasit Kotimanuswanich "Best".
Fidanzato di Boom, non riesce a dire agli altri della loro relazione.
- Stud, interpretato da Pronpiphat Pattanasettanon "Plustor".
Migliore amico di Earth ed ex-coinquilino di Boyo e Boom.
- Sam, interpretato da Nat Sakdatorn.
Dottore e fidanzato di Earth, in seguito lo tradirà con Stud.
- Earth, interpretato da Prachaya Ruangroj "Singto".
Fidanzato di Sam e  migliore amico di Stud. Lavora come impiegato.
- Amm, interpretata da Sarunchana Apisamaimongkol "Aye".
Fidanzata di Ble.
- Ble, interpretato da Ratthanant Janyajirawong "Ter".
Fidanzato di Amm.

### Ricorrenti
- Safe, interpretato da Way-ar Sangngern "Joss".
- Ta, interpretato da Chayapol Jutamat "AJ".
- Arm, interpretato da Tosatid Darnkhuntod "Ten".
- Ploypink, interpretata da Sutthipha Kongnawdee "Noon".
- Satang, interpretata da Jennie Panhan.
- Pun, interpretata da Thongmee Natthaweeranuch.
- Claire, interpretata da Napasorn Weerayuttvilai "Puimek".
Ex-fidanzata di Good.
- Eve, interpretata da Phakjira Kanrattanasoot "Nanan".
Sorella di Claire.
- Madre di Boyo, interpretata da Nilubon Amonwitthawat "Pattai".

## Episodi
| Stagione       | Episodi | Prima TV  |
| -------------- | ------- | --------- |
| Prima stagione | 12      | 2018-2019 |

## Colonna sonora
- Rat Janprasit - Proongni ja khaojai